# Gonomyia (Leiponeura) pratapi
Gonomyia (Leiponeura) pratapi is een tweevleugelige uit de familie steltmuggen (Limoniidae). De soort komt voor in het Oriëntaals gebied.